# Saint-Jean-d'Alcapiès

Saint-Jean-d'Alcapiès este o comună în departamentul Aveyron din sudul Franței. În 1 ianuarie 2022 avea o populație de 223 de locuitori.